# Patufeta
Patufeta, Ditona, Thumbelina o Polzeta (en traducció per analogia amb el conte del Polzet) és un conte de Hans Christian Andersen publicat el 1835 amb el títol de Tommelise.

## Argument
Una dona desitjava tenir un fill més que res en el món i pacta amb una bruixa. Quan finalment ho aconsegueix, dona a llum una nena no més gran que el seu polze, a qui anomena Tommelise (Polzeta). Mentre dorm en una closca de nou, és raptada per un gripau, que la vol com a esposa del seu fill. Ella escapa horroritzada i busca refugi entre diversos animals, però tots ells acaben per voler fer-la casar amb un dels seus, captivats per la seva bellesa. Troba una oreneta malferida i passen juntes l'hivern, fins que l'ocell recobra la salut. Finalment troba un príncep de la seva mida, que és un esperit de les flors i fill de les fades, i s'hi pot casar i viure feliç.

## Anàlisi
El conte és la constant fugida de la núvia fins que troba el marit adequat, un tema recurrent en literatura (sovint amb tints paròdics) o el cinema, com Runaway Bride de Julia Roberts. Els pretendents triats són lletjos, com passa en històries com La bella i la bèstia (tot i que en aquesta història sí que acaben junts per tenir bellesa interior), els encanteris de nobles en granotes i gripaus propis dels contes de fades o el mite de Persèfone. L'origen màgic explica el final, amb un ésser meravellós i també recorda que els desitjos poden tornar-se en contra (la mare perd la seva filla que és massa petita per pactar amb la bruixa, com succeeix a altres històries de genis o animals encantats).
La persona diferent que pateix i troba la felicitat a la primavera adoptant la seva autèntica natura (en aquest cas trobant la seva parella i felicitat) és un esquema que apareix a un altre conte d'Andersen, L'aneguet lleig. La figura de l'oreneta apareixerà també en altres històries de l'autor.
El final feliç amb un matrimoni reial és freqüent als contes, tant en la versió que la dona es casa amb un príncep com aquí o a La Ventafocs o a la inversa, un home del poble aconsegueix casar-se amb la princesa, com a El gat amb botes. Igualment el motiu del petit que venç el gran o que ha de viure en un món massa gran, apareix a diversos contes, com prova la presència dels gegants o el conte Polzet. Aquesta mida petita està destinada als nens, públic essencials de les històries, però també és un símbol de com la classe baixa ha de sobreviure en un món de grans (poderosos).